# Кривини
Кривини е село в Североизточна България. То се намира в община Долни чифлик, област Варна. Старото му име е Гебеш („Дебел и нисък човек“).

## География
Селото се намира в източната част на Стара планина. Граничи на запад на 7 км с град Долни чифлик, а на юг – със село Солник. Разположено е върху хълмиста местност, заобиколена от долина, разпростираща се на юг и изток от селото, през която тече река. Високото разположение на селото, спрямо реката, обуславя неговата естествена защита от наводнения. В близост до селото има изграден язовир „Ботево“. Землището на селото е около 2500дка. и е заобиколено от всички страни от смесени широколистни и в редки случаии иглолистни гори. Структурата на почвата е глинеста. Под обработваемия пласт е формиран плътен глинест слой е дебелина 8-10 м., под който се намират подпочвени води.
Известна местност край селото е Цирака, в която намират отмора и отдих търсещите среща с природата и която служи за пасище на селските животни. Друга известна местност е „Корито“, където дълги години е имало почивна станция с микроязовир към нея. В местността „Ботево“ извира топъл минерален извор.

## Икономика
В селото има функциониращи казан за варене на ракия и цех за първична обработка на дървени трупи. В едно от частните стопанства са изградени и се ползват оранжерии за производство на зеленчуци. Частни производители са създали овощни градини в близост до реката и ги стопанисват като малък семеен бизнес. Има няколко пчелари, чиято продукция е високо оценена и търсена.

## История
Някога от там е минавал стар римски път -Анхиало – Марцианопол/Поморие- Девня/. В неговите околности дремят неизследвани геологически тайни, които могат да бъдат повод за сериозни научни експедиции и да се надяваме и на интересни открития в областта на геологията и археологията.
Селото е съществувало още по времето на османската власт и е било населено само с турско население. Къщите са били около 60 – 70 на брой и наподобявали колиби, покрити с ръжена слама, имало и джамия. Тогава селото се е казвало Гебеш.
През 1900 година се заселва първото българско семейство дошло от с. Голица – Тома Жеков и жена му Василка. Те са имали четирима сина и четири дъщери.: Янчо(живял до 100-годишна възраст), Жеко, Стойко, Желязко, Недялка, Димитра, Велика и Петра. През 1902 – 1903 година в селото се заселва и семейството на Добри Дянков, дошли от Габровско. Челядта му е била многобройна, четирима сина и пет дъщери – Дянко, Георги, Ангел, Гина, Елена, Добра, Пейка, Нейка.
От с. Ново Оряхово пак през този период се преселват тримата братя – Колю Митев, Илия Митев и Михо Митев. Колю Митев и съпругата му Злата са имали шест деца – Колю, Митьо, Киро, Панайот, Стойна и Стояна. Илия Митев със съпруга Минка са имали също шест деца – Митьо, Калутка, Руса, Наста, Цона и Калинка. Третия брат Михо Митев и жена му Дорка са имали пет деца – Гана, Димитър, Койо, Станю, Жело.
1907- 1908 година се заселват Киро Игнатов и Съпругата му Калинка, с децата Михо и Вълко. През същия период идват семейството на Яни Митев от Долни Чифлик и на Георги Киров и жена му Дона.
От 1909 година селото бързо се разраства, заселва се от:
- с. Голица -Йордан Маринов и жена му, с шест деца,
- с. Ново Оряхово – Велико Атанасов и Колю Стоянов,
- гр. Старо Оряхово – Митьо Георгиев и Вълко Георгиев.

1911-	1912 година се заселват семействата на:
- Тодор Дойчев от с. Ясабеш (сега Равна Гора),
- Илия Георгиев и Стоян Калчев от с. Итенли (сега Голямо Ботево),
- Иван Атанасов от гр. Старо Оряхово

С увеличаването на броя на българското население в с. Гебеш започва и борбата между българи и турци. За да изгонят турците от селото българите използват различни средства. Хвърлят парчета сланина в единствения кладенец от където се е пиело вода, турците също тормозят българите по един или друг начин. В селото освен джамия е имало и ходжа, който станал последната жертва в борбата между двете групи. Недю Недев от с. Венелин, Петър от Долни Чифлик и Христо(зетя на дядо Тома) от с. Гебеш са организирали и заклали ходжата пред портите на дома му. След това събитие турците масово започнали да се изселват. До 1914- 1915 година в селото не остава нито един турчин – и то става чисто българско селище.
1914 – 1915 се заселват:
- Иван Колев от с. Пчелник с деца- Митьо. Колю, Марин, Киряк, Райко, Иван, Любчо, Тодорка и Съба,
- Ради Иванов и Йордан Иванов от гр. Долни Чифлик

До 1909 – 1910 година в селото е имало само турско училище – в джамията. Учели са децата само на турците. В заселилите се български семейства имало деца на училищна възраст, но е нямало училище в селото. Някои деца ходели на училище в с. Жефера (сега с. Солник), но повечето са оставали неграмотни. През 1919 – 1920 година е отворено българско училище със смесени четири класа, тогава наричани отделения, с един учител. Училището се помещавало в същата стая в джамията, където преди са учили турските деца. Първият български учител се е казвал Дичев. След него преподава Иван Лудия (така го помнят хората от селото.
От 1922 г. започва дейността си Трудово горско стопанство „Гениш-ада“-Лонгоза", построена е дековилна линия до гарите Ботево-Корито-Кривини-Солник-Гьозикен/Обзор/.
През 1926 г. от гр. Старо Оряхово се заселват Колю Стоянов и жена му Еленка.
През 1928 година се заселват 12 семейства, те са на:
- Никола Василев Панайотов
- Стойко Иванов Кочев
- Иван Янакиев
- Димитър Луков
- Васил Панайотов
- Паскал Костадинов
- Анести Костадинов
- Христо Янчев
- Коста Атанасов
- Панайот Костов
- Аргир Михалев
- Стоян Костов

От 1929 – 1930 г. в селото се развива читалищна дейност, населението започва да заменя старите турски къщи нови български, държавата оземлява безимотните. Селото наброява около 80 къщи с население 470 – 500 души.
През 1936 г., когато кмет на селото е Митю Георгиев е извършено преименуване на селото. От Гебеш става Кривини, на името на криволичещата река минаваща покрай селото.
1937 – 1938 г. е построено читалище в селото от съществуващата кооперация на трудови начала, с помощта на голяма част от населението.
1945 – 1958 -Първична партийна организация на БКП – териториална – с. Кривини, Варненско
23.08.1946 г. в селото се основава първото на територията на сегашната община ТКЗС. Негови учредители са били: Митьо Георгиев, Димитър Георгиев, Васил Иванов, Нестор Иванов, Митьо Колев, Панайот Колев, Добра Илиева, Къню Русев, Колю Янчев, Добри Митев, Георги Димов, Костадин Недялков, Радка Якимова и др.
1947 г. в селото се открива начално училище до трети клас.
До 1957 – 1958 г. в с. Кривини има само начално училище, тогава се построява нова сграда за училище.1959 – 1960 г. в селото се открива прогимназия, децата учат до осми клас. Преподава Радка Якимова и Йорданка Патева.
В следващите години започва изселването на младите семейства към градовете и по-големите селища, броят на децата намалява. Училището отново става до четвърти клас, а по-късно към 70-те години се закрива.
1960 е прекарано електричество в селото, а през 1964 – 1965 г. по време на кметуването на Атанас Великов е прекарано и водоснабдяване и се организира асфалтирането на улиците.
1966 г. е построена и открита свинеферма за 5000 глави добитък, която работи до 1997 – 1998 г.
1984 г. е разкрит цех за тъкане на китеници към ПК „Камчия“. Там работят осем жени до закриването му през 1991 г.
1988 г. прекратява дейност съществуващата библиотека и едва 1996 г. отново отваря врати.

## Население
Численост на населението според преброяванията през годините:
| \| Година на преброяване \| Численост \| \| --------------------- \| --------- \| \| 1934 \| 281 \| \| 1946 \| 363 \| \| 1956 \| 430 \| \| 1965 \| 375 \| \| 1975 \| 236 \| \| 1985 \| 184 \| \| 1992 \| 168 \| \| 2001 \| 122 \| \| 2011 \| 95 \| \| 2021 \| 75 \| |           |
| Година на преброяване | Численост |
| 1934 | 281       |
| 1946 | 363       |
| 1956 | 430       |
| 1965 | 375       |
| 1975 | 236       |
| 1985 | 184       |
| 1992 | 168       |
| 2001 | 122       |
| 2011 | 95        |
| 2021 | 75        |

### Етнически състав

#### Преброяване на населението през 2011 г.
Численост и дял на етническите групи според преброяването на населението през 2011 г.:
|                     | Численост | Дял (в %) |
| Общо                | 95        | 100.00    |
| Българи             | 94        | 98.94     |
| Турци               | –         | –         |
| Цигани              | –         | –         |
| Други               | –         | –         |
| Не се самоопределят | –         | –         |
| Неотговорили        | 1         | 1.05      |

## Религии
Селото е населено единствено от християни, но няма съградени манастир, църква, нито параклис.
Неосъществено все още желание на хората е да съберат средства и да построят малък параклис.

## Обществени институции
Съществуват функциониращи кметство, читалище и смесен магазин. Има и неизползвани по предназначение вече училище и обществена баня. Читалището има етнографска сбирка и група за автентичен фолклор.
До селото има новопостроен мост, който свързва Кривини със селата Солник, Голица, Бърдарево и Булаир.

## Културни и природни забележителности
- Марин – Тепе
- м. Голямото кале Част е от ранновизантийската укрепителна система в Стара планина.
- В района на селото извира „горяща“ вода, за която се говори, че лекува болести, най-вече кожни. През социализма са били изградени бани, от които сега не е останало много.

## Редовни събития
Почитат се празниците и обичаите Бабинден, Петльовден, Лазаруване, Гергьовден, Трифон Зарезан, Засев и др. народни празници.

## Други
Селото се е съхранило от туристическата инвазия в последните години, но масово се предлагат за продан къщи, като основния интерес е от страна на западноевропейци. Вече има жител, англичанин, предпочел селото заради природата, спокойствието и личното си здраве.